# Jean-Jacques Grunenwald
Pour les articles homonymes, voir Grunenwald.
Œuvres principales
- Six Impromptus pour piano (1933)
- Deux Suites pour orgue (1936-1937)
- Fêtes de la Lumière pour orchestre (1937)
- Hymne aux mémoires héroïques pour orgue (1940)
- Cinq pièces pour l’Office divin pour orgue (1952)
- Oppositions pour orgue (1976)

Jean-Jacques Grunenwald est un organiste, improvisateur, compositeur, pédagogue et architecte français né à Cran-Gevrier le 2 février 1911 et mort à Paris le 19 décembre 1982.

## Biographie
Jean-Jacques Grunenwald naît le 2 février 1911 à Cran-Gevrier près d’Annecy en Haute-Savoie. Sa famille, originaire de Pologne, se réfugie en Suisse au XVIIe siècle. Son père, architecte, travaille à l'édification de la basilique de la Visitation d'Annecy. Élève de l'École nationale des Beaux-Arts, il devient architecte (DPLG en 1941) mais se passionne parallèlement pour l'orgue. 
Il obtient le premier prix d'orgue et d'improvisation musicale au Conservatoire de Paris dans la classe de Marcel Dupré dont il devient le suppléant à l'orgue de l'église Saint-Sulpice de Paris. Il partage avec Daniel-Lesur et Jean Langlais la création publique de La Nativité du Seigneur d'Olivier Messiaen sur l'orgue de la Trinité en 1936. Premier prix de composition dans la classe d'Henri Büsser en 1938, il est premier second grand prix de Rome en 1939 avec sa cantate La Farce du mari fondu, succède à Jean Langlais à la tribune de l'Église Saint-Pierre de Montrouge, enseigne à la Schola Cantorum de Paris de 1958 à 1962 et au Conservatoire de musique de Genève de 1960 à 1966.
Parmi ses élèves et disciples, on peut citer Jean-Pierre Decavèle (né en 1935), Christian Robert (1935), Raffi Ourgandjian (1937), Louis Robilliard, Gérard Bougeret (1953) et Daniel Fuchs.

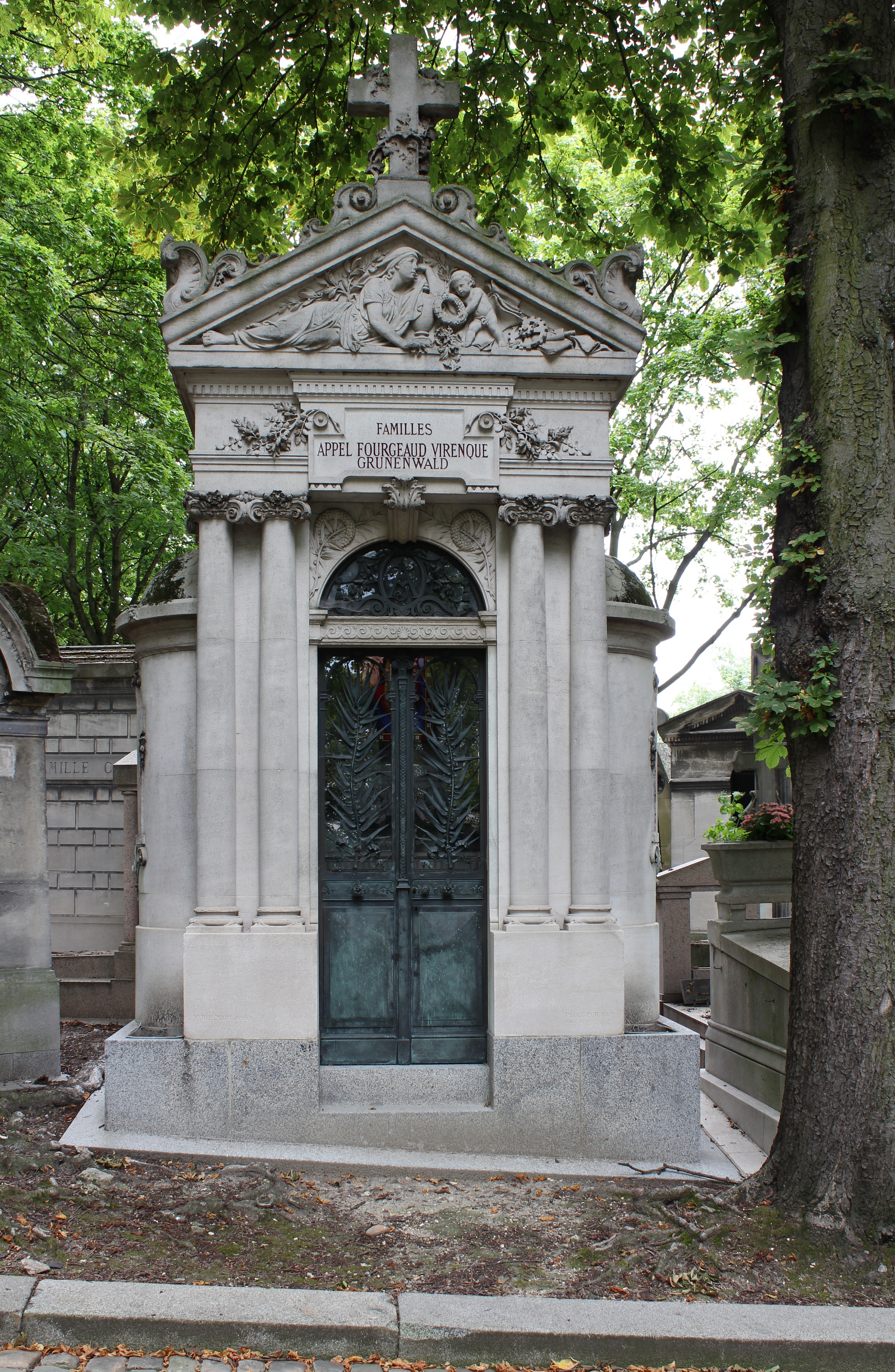
Sépulture de Jean-Jacques Grunenwald au cimetière du Père-Lachaise.

Compositeur pour l'orgue, le piano, l'orchestre et d'autres formations, il est aussi l'auteur de plusieurs musiques de film, parfois sous le pseudonyme de Jean Dalve,. En 1964,, l'Office de radiodiffusion-télévision française (ORTF) lui commande, sur la suggestion de son conseiller Daniel-Lesur, l'indicatif musical du générique d'ouverture et de fermeture d'antenne de la première chaîne de télévision, diffusé quotidiennement jusqu'à la dissolution de l'Office en 1975,. 
Après la mort de Marcel Dupré, Jean-Jacques Grunenwald lui succède en 1973 à la tribune de Saint-Sulpice en qualité de titulaire. Il occupe le poste jusqu'à sa mort. Il est en outre un concertiste internationalement connu avec plus de 1 500 récitals d'orgue (États-Unis, Turquie, URSS, Tchécoslovaquie, Pologne, Allemagne, Suisse, Pays-Bas, Belgique, Danemark…),.
Il meurt à Paris le 19 décembre 1982. Il est inhumé dans la chapelle des familles Appel Fourgeaud Virenque Grunenwald au cimetière du Père-Lachaise (division 71).

## Esthétique
« Je vois littéralement — comme la première esquisse d'un plan d'architecture, réduite à quelques axes principaux — la forme de mon œuvre et je modèle ma pensée musicale en fonction de ce schéma imaginaire. »

Selon Bernard Gavoty, Grunenwald était un « musicien vigoureux et sain » qui laisse des « œuvres qui frappent par la netteté de leur plan, le naturel de leurs harmonies, la fermeté de leur dessin, leur expression mélodique. »

## Compositions

### Orgue seul

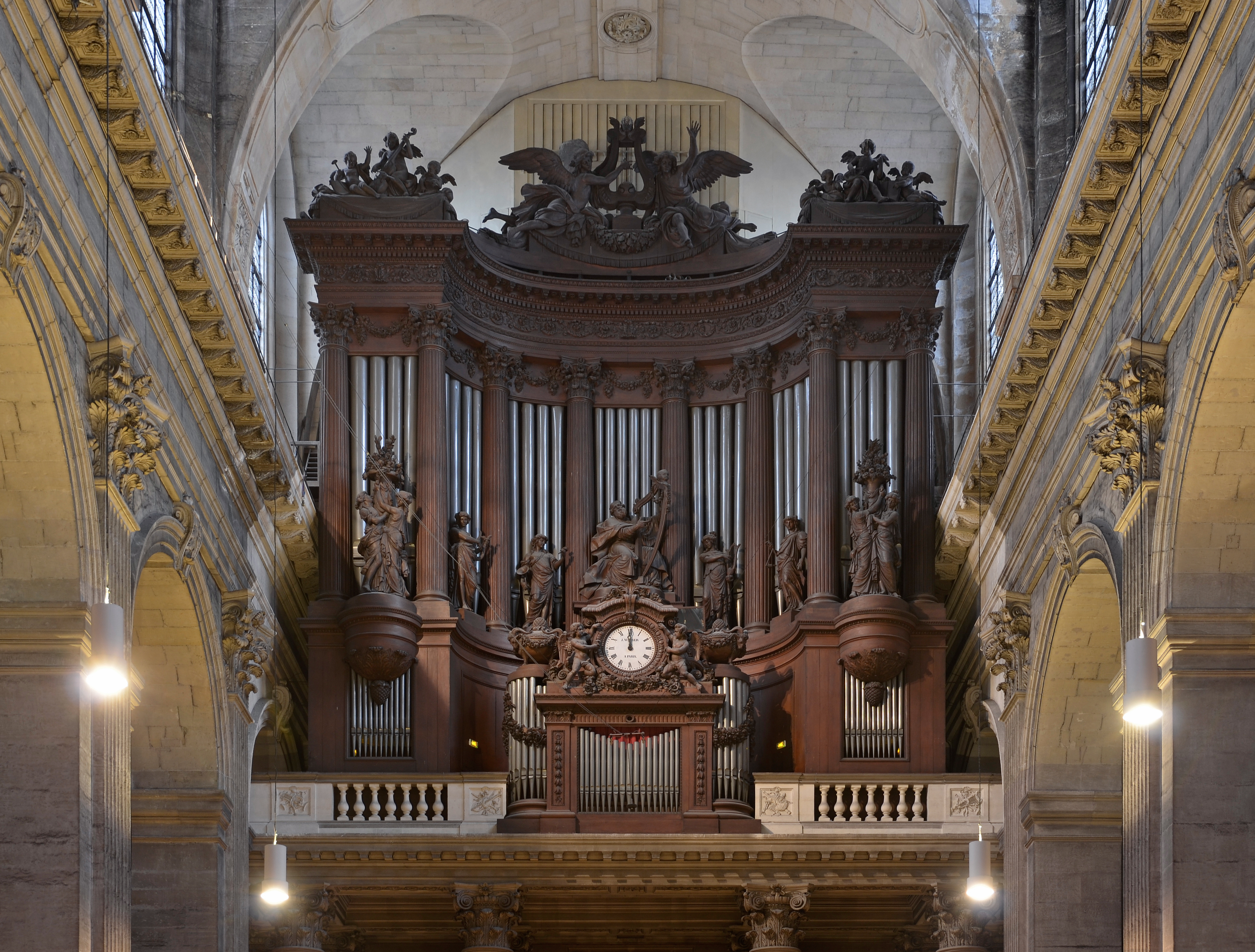
Orgue (1862) d'Aristide Cavaillé-Coll à l'église Saint-Sulpice de Paris.

- Première Suite : I : Nativité. II : Le Jardin des Oliviers. III : Grave. IV : Les Divins Espoirs. V : Allégresse (1937)
- Deuxième Suite : VI : Procession. VII : Poème mystique. VIII : Scherzetto. IX : La Mélodie intérieure. X : Toccata (1938)
- Berceuse (1939)
- Quatre Élévations : I : Très lent. II : Lent et doucement. III : Lent. IV : Lent (1939)
- Hymne aux Mémoires héroïques (1939)[14]
- Hymne à la Splendeur des Clartés (1940)[15]
- Variations brèves sur un noël du XVIe siècle "Je me suis levé" (1949)[15]
- Cinq Pièces pour l'Office Divin : I : Entrée (récit de cornet). II : Offertoire (ricercare). III : Élévation (tiento). IV : Communion (méditation). V : Sortie (Alleluia) (1952)[15]
- Fugue sur les jeux d'anches (1954)[14]
- Diptyque liturgique : I : Preces. II : Jubilate Deo (1956)
- Hommage à Josquin des Prés (1956)
- Introduction et Aria (1958)[14]
- Messe du Très Saint Sacrement : I : Introït. II : Offertoire. III : Élévation. IV : Communion. V : Postlude sur Lauda Sion (1960)
- Adoratio (1964)
- Sonate : I : Introduction et thème varié. II : Fioritures sur une antienne. III : Récit en taille. IV : Final (1964)[15]
- Pièce en Mosaïque (Contrastes) (1966)
- Pastorale mystique (1968)
- Oppositions (1976)
- Postlude alléluiatique (1977)

### Piano seul
- Prélude (1936)
- La mélodie intérieure (1944)
- Fantasmagorie (Scherzo) (1946)
- Cahier pour Gérard, cinq pièces (1948)
- Capriccio pour piano (1958)
- Partita (1971)

### Piano et orchestre
- Concerto (1940)[15]
- Concert d'été pour piano et orchestre à cordes (1944)[15]

### Orchestre
- Fêtes de la lumière (1937)[15]
- Bethsabée, suite pour orchestre (1943)[15]
- Ouverture pour un drame sacré (1954)[15]

### Œuvres diverses
- Suite de danses pour clavecin ou piano (1948)
- Fantaisie-arabesque pour clavecin (ou piano), hautbois, clarinette en la et basson (1950)
- Sardanapale, drame lyrique en trois actes (1945-1950)[15]
- Cantate pour le vendredi saint (1955)[15]
- Variations sur un thème de Machaut pour clavecin (1957)
- Te Deum pour orchestre d'Henry Barraud (1900-1997), arrangé pour chœurs et orgue par Jean-Jacques Grunenwald (1957)
- Psaume CXXIX (De profundis) pour chœur mixte et orchestre (1958)[15]
- Fantaisie en dialogue pour orgue et orchestre (1964)[15]
- Tu es Petrus pour chœur et deux orgues (1965)
- Sonate de concert pour trompette et orchestre à cordes ou trompette et orgue (1967)

### Musiques de film
- Les Anges du péché (1943, Robert Bresson)[16]
- Falbalas (1945, Jacques Becker)[16]
- Les Dames du bois de Boulogne (1945, Robert Bresson)[16]
- Dernier refuge (1947, Marc Maurette)[16]
- Antoine et Antoinette (1947, Jacques Becker)[16]
- Monsieur Vincent (1947, Maurice Cloche)[16]
- Docteur Laennec (1949, Maurice Cloche)[16]
- La Route inconnue (1949, Léon Poirier)[16]
- Le Journal d'un curé de campagne  (1951, Robert Bresson)[16]
- Édouard et Caroline (1951, Jacques Becker)[16]
- La Vérité sur Bébé Donge (1952, Henri Decoin)[16]
- Jocelyn (1952, Jacques de Casembroot)[16]
- Mina de Vanghel (1953, Maurice Barry et Maurice Clavel)[16]
- L'Étrange désir de Monsieur Bard (1953, Géza von Radványi)[16]
- Les Amants de Tolède (1953, Henri Decoin et Fernando Palacios)[16]
- Le Rideau cramoisi (1953, Alexandre Astruc)[16]
- Navigation marchande atlantique (1954, Georges Franju)[16]
- Le Chevalier de la nuit (1954, Robert Darène)[16]
- Le Défroqué (1954, Léo Joannon)[16]
- L'Homme aux clés d'or (1956, Léo Joannon)[16]
- S.O.S. Noronha (1957, Georges Rouquier)[16]
- Les Aventures d'Arsène Lupin (1957, Jacques Becker)[16]
- Les Genoux d'Ariane (sous le pseudonyme de Jean Dalve, 1960, Pierre Rissient)[17]
- Ce soir ou jamais (sous le pseudonyme de Jean Dalve, 1961, Michel Deville)[17]
- Adorable Menteuse (sous le pseudonyme de Jean Dalve, 1962, Michel Deville)[17]
- À cause, à cause d'une femme (sous le pseudonyme de Jean Dalve, 1963, Michel Deville)[17]
- L'Appartement des filles (sous le pseudonyme de Jean Dalve, 1963, Michel Deville)[17]

## Prix
- 1937 : Grand prix de l’Exposition universelle pour Fêtes de la Lumière
- 1939 : Premier second Grand prix de Rome pour la cantate La farce du Mari fondu
- 1960 : Grand prix de composition musicale Prince Rainier III de Monaco pour l’opéra Sardanapale[18], créé à Monte-Carlo le 25 avril 1961[19]
- 1961 : Grand prix de l’Académie du disque français pour le disque « Frescobaldi à Brescia »[20]
- 1962 : Grand prix musical du Conseil général de la Seine[21]
- 1966 : Prix pour Pièce en mosaïque (Contrastes)[22]

## Enregistrements
Il enregistre de 1957 à 1962 la première intégrale des œuvres de Jean-Sébastien Bach aux grandes orgues Gonzalez de la cathédrale Saint-Gervais-et-Saint-Protais de Soissons,.
Bénéficiant de l’essor du disque microsillon dans les années 1960, il a enregistré un répertoire allant du XVIe siècle italien à ses contemporains Messiaen et Jolivet, ainsi que ses propres improvisations et des participations à des œuvres avec orchestre et chœurs.
Ses compositions, principalement celles pour orgue, sont par ailleurs régulièrement enregistrées.
• LP indique un disque microsillon, CD un compact disc audio.

### Interprète
- Buxtehude : Fugue BuxWV 174 ; Prélude et fugue BuxWV 149. Cathédrale de Soissons. Résonances (1958)[b]
- Du Mage : Livre d’orgue. Collégiale de Saint-Quentin (concert du 27-28 mai 1967). LP Sonotec C 76.50
- Grigny : Le Livre d’orgue (extraits). Chapelle royale de Versailles. LP Vega C 30 X 344 (1961)[c]
- Grigny : Le Livre d’orgue. Cathédrale Saint-Pierre de Poitiers. Coffret 3 LP Vega 8.701/702/703 (1968) ; réédition avec chant grégorien alterné, 2 CD Accord ACC.220.712 et 722 (1990)
- Jolivet : Messe pour le jour de la paix, avec Jacqueline Silvy, soprano, sous la supervision artistique du compositeur. LP Vega C 30 A 302 (1961)
- Messiaen : Dieu parmi nous ; Le Banquet céleste. Cathédrale de Soissons. 45 t 17 cm Résonances n° 24 (1959)
- Anthologies 
  - Bach : Œuvres choisies. Collégiale de Saint-Quentin. 3 LP Sonotec (1969-1971)
  - Franck : 12 grandes pièces pour orgue. Abbatiale Saint-Ouen de Rouen. 3 LP Edici ED 003107/08/09 (1969)
  - « Frescobaldi à Brescia ». Église San Giuseppe de Brescia. LP Vega C 30 A 312 - C 30 ST20.162 (1961)
  - « L’Orgue classique » : Purcell, Cabezon, Franck, Clérambault, Mozart, Liszt. Église Saint-Pierre de Montrouge. LP Vega C 30 S 304 (1961)
  - « L’Orgue classique en Italie » : A. Gabrieli, L. Rossi, G. Gabrieli, G.B. Martini, Zipoli, Frescobaldi. Église San Giuseppe de Brescia. LP Vega 17 cm  33 t C 37 A 329 (1961)
  - « Florilège de la musique classique italienne » : Palestrina, A. Valente, G. Gabrieli, M. Rossi, G.B. Martini, Frescobaldi, Corradini, Pasquini. Église San Giuseppe de Brescia. LP Vega C 30 A 313 - C 30 ST 20.013 (1961)
  - « Noëls anciens français » : Lebègue, Dandrieu, Dornel, Balbastre, Corrette, Daquin. Collégiale de Saint-Quentin. LP Sonotec SFP 71040 (1967)
  - « Die Aristide Cavaillé-Coll von St. Sulpice, Paris » : Clérambault, Widor, Dupré. LP Psallite 147/310775 PET (1975, DE), repris sur CD « Hommage à Jean-Jacques Grunenwald » Motette Ursina MOT 10521 (2005, DE)  (EAN 4008950105215)

### Partie d’orgue
- Albinoni-Giazzoto : Adagio pour cordes et orgue. Orchestre Louis de Froment. 45 t 17 cm Pathé 45 ED 80 (1956), plusieurs rééditions en LP
- Lili Boulanger : Pie Jesu ; Psaume 24. Solistes, chorale Elisabeth Brasseur et Orchestre Lamoureux, dir. Igor Markevitch. LP Everest LPBR 6059 M (1960)[d] et EMI VSM 2 C 085-95520 (1976). Réédité CD EMI CDM7642812 (1992)  (EAN 0077776428123) et Everest (1995)  (EAN 0723918903422)
- Stravinsky : Canticum Sacrum. Concerts du Domaine musical, dir. Robert Craft ; enregistré en présence du compositeur. LP Vega C 30 A 120 (1956), réédition CD Adès 132932 (1991)  (EAN 3229262035125)

### Improvisations
- À l’orgue Cavaillé-Coll de l’église Saint-Sulpice : 5 Esquisses symphoniques sur des thèmes grégoriens ; Suite française improvisée sur Salve Regina ; Toccata sur Veni Creator Spiritus. LP « Improvisations » Motette Ursina M1052 (1981, DE), repris sur CD « Hommage à Jean-Jacques Grunenwald » Motette Ursina MOT 10521 (2005, DE)  (EAN 4008950105215)

### Compositions
- Œuvres pour orgue
  - Récitals
    - Dès 1966, de nombreux organistes, dont Robert Noehren (de), Jean-Claude Raynaud, Conrad William Eden (en), Michael Matthes, Vincent Warnier, Marcus Torén (sv), Daniel Cook (en), Dan Zerfaß (de), ont fait figurer des pièces de Grunenwald dans leurs récitals[24].
    - Richard-Anthelme Jeandin (1929-2014), professeur d’orgue à Genève en même temps que Grunenwald, a donné en concert le 7 mai 1966 à l’orgue du Conservatoire la Sonate de 1964 de son collègue (CD « Hommage à Richard-Anthelme Jeandin » Gallo 1554, 2019  (EAN 7-619918-155424)).
    - À Saint-Sulpice, les organistes suppléantes Françoise Renet et Sophie-Véronique Cauchefer-Choplin, et Daniel Roth, titulaire successeur de Grunenwald en 1985, ont enregistré des œuvres du maître sur le grand orgue Cavaillé-Coll[24].

  - Anthologies
    - Elmar Jahn : Jubilate Deo ; Première suite ; Cinq Pièces pour l'Office divin ; Hommage à Josquin des Prés ; Élévation IV ; Variations brèves sur un Noël ; Introduction et Aria. Église Saint-Ouen de Rouen. CD Édition R & J ERJ01 (1995, DE) (IDN=356104206)
    - Jeremy Filsell : Hymne aux Mémoires héroïques ; Hymne à la Splendeur des Clartés ; Introduction et Aria ; Messe du Saint-Sacrement ; Adoratio ; Oppositions ; Les Divins Espoirs ; Toccata ; Hommage à Josquin des Prés ; Diptyque liturgique. Église Notre-Dame de France, Londres. CD Herald HAVPCD 239 (2008, UK) (UPC=794638023929)
    - Jean-Luc Étienne : Deux Suites ; Quatre Élévations ; Cinq pièces pour l’Office divin ; Diptyque liturgique. Église de la Trinité. CD Festivo 6962 422 (2014, NL)  (EAN 8716114624224)
- Œuvres diverses
  - Motet Tu es Petrus : Chœur de Mayence, Stefan Weiler, Daniel Roth (grand orgue), Sophie-Véronique Cauchefer-Choplin (orgue de chœur). CD « La tradition de Saint-Sulpice », IFO Classics 00086 (2001, DE)  (EAN 4037102000863)
  - Psaume 129 ; Motet Tu es Petrus : Vasari Singers, Jeremy Filsell (orgue), dir. Jeremy Backhouse. CD Signum SIGCD163 (2009, UK)
  - Suite de danses : Aleksandra Garbal, clavecin. CD « 20th century harpsichord music » Acte Préalable AP0394 (2017, Pologne)  (EAN 5901741653942)

### Vidéo
- Poulenc : Concerto pour orgue, orchestre à cordes et timbales. Orchestre philharmonique de l’ORTF, dir. Georges Prêtre. ORTF Paris 23 mars 1968. DVD « Francis Poulenc & Friends » EMI Classics, coll. « Classic Archive » DVB 3102009  (EAN 0094631020094)

## Hommage
Une plaque commémorative est apposée sur la façade de l'immeuble du 9 rue Dupont-des-Loges dans le 7e arrondissement de Paris où il a vécu de 1969 à sa mort.